# Europese kampioenschappen kortebaanzwemmen
De Europese kampioenschappen kortebaanzwemmen kortebaan staan sinds 1991 op de internationale sportkalender, al ging de eerste vier edities door onder de naam Europese sprintkampioenschappen. Het toernooi werd sinds 1998 jaarlijks gehouden in de maand december, maar na 2015 wordt het toernooi alleen in de oneven jaren gehouden. In tegenstelling tot de Europese kampioenschappen zwemmen op de langebaan (50 meter) staat alleen zwemmen op het programma, en dus geen synchroonzwemmen en openwaterzwemmen. Het toernooi staat onder auspiciën van de Europese zwembond European Aquatics.

## Edities
| Editie                         | Jaar                           | Plaats                         | Land                           | Locatie                                 | Datum                          | Even.                          | Winnaar medaillespiegel        |
| ↓ Kortebaan kampioenschappen ↓ | ↓ Kortebaan kampioenschappen ↓ | ↓ Kortebaan kampioenschappen ↓ | ↓ Kortebaan kampioenschappen ↓ | ↓ Kortebaan kampioenschappen ↓          | ↓ Kortebaan kampioenschappen ↓ | ↓ Kortebaan kampioenschappen ↓ | ↓ Kortebaan kampioenschappen ↓ |
| ------------------------------ | ------------------------------ | ------------------------------ | ------------------------------ | --------------------------------------- | ------------------------------ | ------------------------------ | ------------------------------ |
| 22                             | 2023                           | Otopeni                        | Roemenië                       | Otopeni Aquatics Center                 | 5-10 december                  | 42                             | Verenigd Koninkrijk            |
| 21                             | 2021                           | Kazan                          | Rusland                        | Palace of Water Sports                  | 2-7 november                   | 42                             | Rusland                        |
| 20                             | 2019                           | Glasgow                        | Verenigd Koninkrijk            | Tollcross International Swimming Centre | 4-7 december                   | 40                             | Rusland                        |
| 19                             | 2017                           | Kopenhagen                     | Denemarken                     | Royal Arena                             | 13-17 december                 | 40                             | Rusland                        |
| 18                             | 2015                           | Netanya                        | Israël                         | Wingate Institute                       | 2-6 december                   | 40                             | Hongarije                      |
| 17                             | 2013                           | Herning                        | Denemarken                     | Jyske Bank Boxen                        | 12-15 december                 | 40                             | Rusland                        |
| 16                             | 2012                           | Chartres                       | Frankrijk                      | Complexe Aquatique L'Odyssée            | 22-25 november                 | 40                             | Frankrijk                      |
| 15                             | 2011                           | Szczecin                       | Polen                          | Floating Arena                          | 8-11 december                  | 38                             | Duitsland                      |
| 14                             | 2010                           | Eindhoven                      | Nederland                      | Pieter van den Hoogenband zwemstadion   | 25-28 november                 | 38                             | Duitsland                      |
| 13                             | 2009                           | Istanboel                      | Turkije                        | Abdi İpekçi Arena                       | 10-13 december                 | 38                             | Nederland                      |
| 12                             | 2008                           | Rijeka                         | Kroatië                        | Bazeni Kantrida                         | 11-14 december                 | 38                             | Rusland                        |
| 11                             | 2007                           | Debrecen                       | Hongarije                      | Debrecen Swimming Pool Complex          | 13-16 december                 | 38                             | Duitsland                      |
| 10                             | 2006                           | Helsinki                       | Finland                        | Mäkelänrinteen uintikeskus              | 7-10 december                  | 38                             | Duitsland                      |
| 9                              | 2005                           | Triëst                         | Italië                         | Polo-Natatorio-Bruno-Bianchi            | 8-11 december                  | 38                             | Polen                          |
| 8                              | 2004                           | Wenen                          | Oostenrijk                     | Wiener Stadthalle                       | 9-12 december                  | 38                             | Duitsland                      |
| 7                              | 2003                           | Dublin                         | Ierland                        | National Aquatics Center                | 11-14 december                 | 38                             | Duitsland                      |
| 6                              | 2002                           | Riesa                          | Duitsland                      | SachsenArena                            | 12-15 december                 | 38                             | Duitsland                      |
| 5                              | 2001                           | Antwerpen                      | België                         | Olympisch zwemcentrum Wezenberg         | 13-16 december                 | 38                             | Duitsland                      |
| 4                              | 2000                           | Valencia                       | Spanje                         | Palau Velódrom Lluís Puig               | 14-17 december                 | 38                             | Zweden                         |
| 3                              | 1999                           | Lissabon                       | Portugal                       | Complexo Desportivo do Jamor            | 9-12 december                  | 38                             | Duitsland                      |
| 2                              | 1998                           | Sheffield                      | Verenigd Koninkrijk            | Ponds Forge International Sports Centre | 11-13 december                 | 38                             | Duitsland                      |
| 1                              | 1996                           | Rostock                        | Duitsland                      | Neptun-Schwimmhalle                     | 13-15 december                 | 38                             | Duitsland                      |
|                                | ↓ Sprintkampioenschappen ↓     |                                |                                |                                         |                                |                                |                                |
| 4                              | 1994                           | Stavanger                      | Noorwegen                      |                                         | 3-4 december                   | 14                             | Duitsland                      |
| 3                              | 1993                           | Gateshead                      | Verenigd Koninkrijk            |                                         | 11-13 november                 | 14                             | Zweden                         |
| 2                              | 1992                           | Espoo                          | Finland                        |                                         | 21-22 december                 | 14                             | Duitsland                      |
| 1                              | 1991                           | Gelsenkirchen                  | Duitsland                      |                                         | 6-8 december                   | 14                             | Duitsland                      |

## Medailleklassement
(Bijgewerkt van EK 1991 t/m EK 2023)
| Plaats | Land                         | Goud | Zilver | Brons | Totaal |
| ------ | ---------------------------- | ---- | ------ | ----- | ------ |
| 1      | Duitsland                    | 143  | 139    | 115   | 397    |
| 2      | Rusland                      | 100  | 81     | 86    | 267    |
| 3      | Nederland                    | 90   | 52     | 56    | 198    |
| 4      | Zweden                       | 85   | 67     | 46    | 198    |
| 5      | Italië                       | 82   | 98     | 88    | 268    |
| 6      | Hongarije                    | 68   | 42     | 34    | 144    |
| 7      | Frankrijk                    | 56   | 55     | 53    | 164    |
| 8      | Verenigd Koninkrijk          | 53   | 79     | 88    | 220    |
| 9      | Oekraïne                     | 39   | 32     | 30    | 101    |
| 10     | Polen                        | 35   | 31     | 29    | 95     |
| 11     | Denemarken                   | 21   | 41     | 37    | 99     |
| 12     | Spanje                       | 20   | 25     | 25    | 70     |
| 13     | Slowakije                    | 19   | 7      | 7     | 33     |
| 14     | Slovenië                     | 18   | 17     | 23    | 58     |
| 15     | Finland                      | 15   | 13     | 17    | 45     |
| 16     | Oostenrijk                   | 12   | 16     | 16    | 44     |
| 17     | Kroatië                      | 12   | 15     | 12    | 39     |
| 18     | Tsjechië                     | 11   | 16     | 20    | 47     |
| 19     | Litouwen                     | 8    | 8      | 10    | 26     |
| 20     | Wit-Rusland                  | 7    | 11     | 23    | 41     |
| 21     | Zwitserland                  | 7    | 9      | 9     | 25     |
| 22     | Servië/ Servië en Montenegro | 6    | 5      | 4     | 15     |
| 23     | IJsland                      | 6    | 3      | 4     | 13     |
| 24     | Griekenland                  | 4    | 5      | 14    | 23     |
| 25     | Noorwegen                    | 3    | 9      | 16    | 28     |
| 26     | België                       | 3    | 7      | 10    | 20     |
| 27     | Sovjet-Unie                  | 3    | 2      | 2     | 7      |
| 28     | Ierland                      | 3    | 1      | 9     | 13     |
| 29     | Estland                      | 1    | 8      | 6     | 15     |
| 30     | Israël                       | 1    | 5      | 11    | 17     |
| 31     | Roemenië                     | 1    | 4      | 10    | 15     |
| 32     | Turkije                      | 1    | 3      | 5     | 9      |
| 33     | Bulgarije                    | 1    | 0      | 3     | 4      |
| 34     | Portugal                     | 0    | 1      | 3     | 4      |
| 35     | Faeröer                      | 0    | 1      | 0     | 1      |
| 36     | Liechtenstein                | 0    | 0      | 1     | 1      |
| 36     | Bosnië en Herzegovina        | 0    | 0      | 1     | 1      |
| Totaal | Totaal                       | 934  | 908    | 923   | 2.765  |